# José María de Urquijo y Gardeazabal
José María de Urquijo y Gardeazabal (Llodio, 5 de abril de 1896-Llodio, 9 de abril de 1971) fue un hombre público, político local y periodista español, de ideología carlista.

## Biografía
Nació el 5 de abril de 1896, en Llodio, provincia de Álava, localidad en la que residiría hasta su fallecimiento el 9 de abril de 1971. Su primer desempeño profesional tuvo lugar en el taller familiar de Forja y Construcciones Metálicas, que abandonó con motivo del comienzo de la guerra civil de 1936. Se casó con Elena Espada Antia, con quien tuvo diez hijos. Dedicó la mayor parte de su vida a servir en la cosa pública, tomando parte en muy diversas actividades locales de carácter deportivo, cultural, social y político. Su arraigada fe cristiana le llevó a relacionarse y participar de forma activa en diferentes asociaciones de carácter religioso.

## Ámbito deportivo
Fue fundador (en 1927) y directivo de la Sociedad Deportiva Llodio, así como presidente del Club Deportivo Villosa, en los años 40, y promotor del Gran Premio de Llodio de ciclismo profesional, al final de esta misma década.

## Esfera cultural
Dirigió el Grupo Artístico Llodiano, de representaciones teatrales, al que perteneció desde su juventud. En su faceta periodística, ejerció como corresponsal de La Gaceta del Norte, en la primera mitad de los años 30 y, posteriormente, fue corresponsal de El Correo Español, a lo largo de la primera mitad de los 50. Igualmente colaboró y fue consejero de El Pensamiento Alavés, entre los años 1936 y 1940. En el ámbito local fue director de la revista Ventanal, editada por Vidrierías de Llodio S.A., desde 1961 hasta 1971. Finalmente fue vocal del Consejo de Cultura de la Diputación Foral de Álava.

## Terreno social
Desde 1940 hasta 1966, fue presidente del Casino Llodiano, así como presidente de la comisión organizadora de la Becerrada Benéfica de las fiestas patronales (1940-1965). En representación de la Diputación Foral de Álava, fue consejero de la Caja Provincial de Ahorros de Álava, a lo largo de cinco años.

## Actividad política
José María de Urquijo y Gardeazabal formó parte de la Corporación Municipal llodiana como concejal, teniente de alcalde y alcalde-presidente, a lo largo de distintas etapas. Concejal del 10 de mayo de 1933 al 12 de febrero de 1935; del 24 de febrero de 1936 al 18 de julio de 1936 y del 4 de enero de 1940 al 12 de enero de 1948. Primer teniente de alcalde, del 28 de marzo de 1928 al 17 de febrero de 1929. Finalmente, como alcalde-presidente de la Corporación Municipal, del 17 de febrero de 1929 al 18 de abril de 1931; del 12 de febrero de 1935 al 23 de febrero de 1936; del 20 de junio de 1937 al 17 de mayo de 1938 y del 12 de enero de 1948 al 26 de julio de 1966. Asimismo, fue nombrado Diputado Foral de la Diputación Foral de Álava, ejerciendo como tal en varios periodos: Del 23 de julio de 1936 al 25 de mayo de 1938; del 24 de octubre de 1938 al 25 de julio de 1943 y del de mayo de 1958 al abril de 1964. En representación de los Municipios Alaveses, ocupó el cargo de procurador en Cortes a lo largo de dos legislaturas. La segunda de ellas interrumpida por su destitución como alcalde. Fue procurador del 16 de marzo de 1943 al 24 de abril de 1946 y del 3 de julio de 1964 al 20 de julio de 1966.

## Militancia carlista
De ideología carlista, presidió el Círculo Tradicionalista de Llodio, desde su apertura (1933) hasta su clausura por la Guerra Civil (julio de 1936). Ocupó el cargo de vocal de la Junta Provincial de la Comunión Tradicionalista en los años anteriores al 36. Unos meses antes de su muerte, en un Congreso carlista celebrado en Arbonne (Francia) D. Javier de Borbón Parma le concedió la medalla de caballero de la Orden de la Legitimidad Proscrita.

## Homenaje del pueblo de Llodio
En agosto de 1971, en agradecimiento a su larga dedicación al pueblo de Llodio, este le ofreció un homenaje póstumo al que se sumó el Ayuntamiento de la localidad con la titulación de una céntrica calle. En ese mismo acto fue colocado un busto en bajo relieve de bronce, financiado por suscripción popular, en la fachada lateral del Ayuntamiento que daba a la referida calle. En él se podía leer: “EL PUEBLO DE LLODIO EN HOMENAJE Y AGRADECIMIENTO. 5-VI-1896 + 9-IV-1971”. En diciembre de 1999, la Corporación Municipal de Llodio, con los votos en contra del Partido Popular y del Partido Socialista de Euskadi y la abstención del Partido Nacionalista Vasco, aprobó una moción de Euskal Herritarrok por la que le fueron retirados tanto el mencionado busto como la titulación de la calle.
- Datos: Q21499950